# 徐家站
徐家站位于中国黑龙江省哈尔滨市呼兰区，有滨北铁路经过，建于1926年。现隶属于哈尔滨铁路局哈尔滨车务段，为四等站，办理哈尔滨枢纽列车通过、会让业务。